# Émilien Jacquelin
Émilien Jacquelin, född 11 juli 1995, är en fransk skidskytt som debuterade i världscupen i november 2017. Hans första pallplats i världscupen kom i och med tredjeplatsen med det franska laget i stafett den 10 december 2017 i Hochfilzen i Österrike.
Vid olympiska vinterspelen 2022 i Peking tog Jacquelin silver tillsammans med Fabien Claude, Simon Desthieux och Quentin Fillon Maillet i herrarnas stafett.